# Usme
Usme é uma localidade da cidade de Bogotá..